# ROCKIN'ON JAPAN
『ROCKIN'ON JAPAN』（ロッキング・オン・ジャパン）は、ロッキング・オン社が発行する邦楽ロック・ポップス専門の音楽雑誌である。通称はジャパン、ロキノン、ロキノンジャパン、ロッキン、ロッキンジャパンなど。

## 概要
洋楽誌『rockin'on』の増刊として1986年9月に創刊。毎月30日発売。この雑誌の大きな特徴の一つとして、アーティストの幼少時代や音楽的な芽生えのきっかけなどのさまざまな経歴を問うた記事の「○万字インタビュー」（基本的には2万字）などがある。

## 沿革
初代編集長はロッキング・オン創始者の渋谷陽一。かねてから「邦楽雑誌を作るなら彼を表紙にする」と言い続けていた佐野元春が創刊号の表紙を飾った。「シリアスなロックをシリアスに語る」をコンセプトに掲げるとともに、単なる情報誌・批評誌としてだけでなく、若く意欲的なカメラマンのパフォーマンスの場になる「ビジュアル雑誌」を目指し、洋楽誌『rockin'on』とは全く違う判型（A4変型）と紙質での立ち上げとなった。
第4号から隔月刊化。『シンプジャーナル』1987年3月号の編集長座談会において渋谷は、マドンナやデュラン・デュランなどメインストリームのポップスターを取り上げている洋楽誌『rockin'on』を例に出すなどして「今、日本のロックでそれに相当するような人達を『ROCKIN'ON JAPAN』でやったら、こちらが負けてしまいますから」「ただ、誤解のないように言っておきたいのは、やっぱり全体を覆いたいんですよね」「取り上げるアーティストによって雑誌が決定されるっていうのはよくないんだと思いますよ。弱いと思いますよ」「自分が好きだから偉いんだゾーじゃ、同人誌ですから」「いろんなアーティストを、なるべく数多く、日本のロックシーンを俯瞰できるような雑誌にしたいんですけども」「これが偉いんだぞ、とか全然思ってないんですよね。やれないことの歯がゆさみたいなほうが強いんですよね」などと語り、現状の誌面はあくまで暫定的なものであるとしている。
第8号を発行した後、版型の変更など一部リニューアルを加え1988年3月に月刊化。佐野元春、RCサクセション、THE STREET SLIDERS、尾崎豊、THE BLUE HEARTS、COMPLEX、米米CLUBなど名だたるアーティストが毎号のように登場したが、部数は伸び悩んだ。この時期のインタビュー取材において渋谷は『ROCKIN'ON JAPAN』の売れ行きについての質問を受けて「二、三年で『ROCKIN'ON JAPAN』が『GB』『PATiPATi』に対抗する巨大勢力にのし上がる予定でいたのですが、少しものし上がらない(笑)」「読者のニーズにあったものを提供しきれていない、日本のロックシーンにビビッドに反応していないということでしょう」「まだ『rockin'on』の洋楽ロックの方法論としての “ロックはかくあるべき” という古典的な思考にとらわれ過ぎているのだろうね」などと答えている。
90年代に入って80年代終盤から続くバンドブームがさらに過熱する中、『ROCKIN'ON JAPAN』編集部では、フリッパーズギター、ニューエスト・モデルなどのいわゆる「硬派」なアーティストを取り上げる山崎洋一郎と、XやBUCK-TICKなどのあとに「ビジュアル系」と呼ばれるアーティストを取り上げる市川哲史が、熾烈なページ争奪戦を繰り広げていた。当時の『ROCKIN'ON JAPAN』は、まだマイナーな存在で、部数的には『PATiPATi』『GB』『B-PASS』『R&R NewsMaker』といったメジャー誌の3分の１にも満たない状況が続いた。
1991年10月、山崎が二代目編集長に就任。1993年に市川が退社し、同年11月にシンコーミュージック社から『音楽と人』を創刊（創刊後も洋楽誌『rockin'on』では特別嘱託ライターとして2年間ほど活動）。山崎の独裁体制となった『ROCKIN'ON JAPAN』は、小沢健二、Cornelius、ソウル・フラワー・ユニオン、ORIGINAL LOVEといった山崎担当のアーティストが次々と表紙巻頭を飾り、12月には創刊以来初めてとなる大幅リニューアルを敢行。スタッフの数を減らし、定価を2割（600円から480円に）値下げ。制作費抑制のため判型を縮小（A4判からA5判に）し、時間と予算をしっかりかけたスタジオでの撮影をロケ中心のカジュアルな撮影スタイルに変更。掲載アーティストを半分に絞り、雑誌のスタンスを明確にした。
リニューアルと同時のタイミングで起こった渋谷系ブームもあり、小沢健二、Cornelius、電気グルーヴ、ORIGINAL LOVE、スチャダラパーなどを積極的に取り上げ、部数を伸ばす。スピッツ、THE YELLOW MONKEY、ウルフルズなどメジャー・デビュー以来、密にフォローし続けていたアーティストが次々とブレイク。音楽シーンの変化も追い風となった。またデビュー当時からプッシュを続けてきたエレファントカシマシが1994年にレコード会社と契約を切られた上、所属事務所が解散してしまったときにはエレカシ復活のため一役かい、ブレイクのきっかけを作る。90年代後半のヴィジュアル系ブームを殆ど無視し、THE YELLOW MONKEY、thee michelle gun elephant、くるり、中村一義、SUPERCAR、ナンバーガールなどを積極的に取り上げた。
2000年4月、鹿野淳が三代目編集長に就任。同年8月に大型野外イベント『ROCK IN JAPAN FESTIVAL』を初開催。2002年4月には鹿野と兵庫慎司の2編集長2編集部体制で月2回（10日・25日）の発行となったが、売り上げの伸び悩みやスタッフの不足などでわずか1年で月刊に戻している。2003年4月からの再月刊化にともなうリニューアルでロゴと判型を一新。このリニューアル時のロゴと判型は現在まで続く。
2004年、鹿野が退社。古河晋が編集長に就任。
2006年4月、山崎が編集長に復帰。
2009年4月、古河が編集長に復帰。2009年5月号から2011年5月号まで総編集長・山崎、編集長・古河によるW編集長体制。
2010年4月、山崎が洋楽誌『rockin'on』の編集長を兼任。
2015年4月、小栁大輔が編集長に就任。2015年6月号から2019年5月号まで総編集長・山崎、編集長・小栁によるW編集長体制。
2021年7月15日、『ROCKIN'ON JAPAN』1994年1月号での小山田のインタビュー内容がインターネット上で問題視される。小山田は小学生時代から多年にわたり障害者の児童生徒に対していじめ、虐待、暴行を行ったと告白しており、批判が相次いだ。7月18日、山崎は自身のブログを更新し、「その時のインタビュアーは私であり編集長も担当しておりました」と述べ、謝罪した。

## JAPAN TIMES
- 市川哲史の酒飲み日記（1989年8月号 - 1992年7月号）
- カールスモーキー石井の電話でりんりん（1990年6月号 - 1993年12月号）
- 吉井和哉の(秘)おセンチ日記（1992年11月号 - 1996年5月号）
- 激刊! 山崎（1993年7月号 - 現在）
- 鹿野淳の食獣日誌（1994年1月号 - 1998年3月号、2001年2月号 - 2002年4月号）
- それ行け! ちんちんシスターズ!!（1994年1月号 - 1996年1月号）
- 恭一・現の時事放談（1994年5月号 - 1997年2月号）
- 中込智子の死して屍拾う者なし（1994年10月号 - 2001年6月号）
- 電気グルーヴのメロン牧場（1997年1月号 - 現在）
- この人に訊く!（2006年6月号 - 現在）
- くるり・岸田繁の石、転がっといたらええやん。（2006年6月号 - 現在）
- ポルカ雫のサントラ大草原（2019年11月号 - 現在）
- SUPER BEAVER・渋谷龍太の俺はいいけど、うちの大将がなんて言うかな（2021年9月号 - 現在）

## イベント

### ROCKIN'ON JAPAN PRESENTS THE YELLOW MONKEY THREE DOG NIGHT
会場：日清パワ－ステーション
- 1993年8月3日 出演：ザ・グルーヴァーズ、THE YELLOW MONKEY

- 1993年8月10日 出演：マルコシアス・バンプ、THE YELLOW MONKEY

- 1993年8月17日 出演：THE YELLOW MONKEY

### 激突! トライアングル MAGAZINE BATTLE
会場：渋谷ON AIR
- 1993年8月30日 出演：THE YELLOW MONKEY（ROCKIN'ON JAPAN選出）、HARRY JANE（R&R NewsMaker選出）、CUTEMEN（PATiPATi ROCK'N'ROLL選出）

### JAPAN ACT'96
会場：新宿リキッドルーム
- 1996年8月24日 出演：AIR、EL-MALO

- 1996年8月27日 出演：フィッシュマンズ、嶺川貴子＋Buffali Daughter

- 1996年8月28日 出演：エレファントカシマシ、サニーデイ・サービス

- 1996年8月29日 出演：dip、THEE MICHELLE GUN ELEPHANT

## スタッフ

### 編集長
- 渋谷陽一（1986年10月号 - 1991年10月号）

- 山崎洋一郎（1991年11月号 - 2000年5月号、2006年6月号 - 現在）

- 鹿野淳（2000年6月号 - 2004年5月号）

- 兵庫慎司（2002年5月25日号 - 2003年4月10日・25日合併号）

- 古河晋（2004年6月号 - 2006年5月号、2009年5月号 - 2011年5月号）

- 小栁大輔（2015年6月号 - 2019年5月号）

### アートディレクター&デザイナー
- The Garden（VOL.1 - VOL.3）
- 大類信+Fiction inc.（VOL.4 - VOL.5）
- ONE DIME（VOL.6 - VOL.8）
- 清水正己（1988年4月号 - 1990年6月号）
- 大路浩実（1990年7月号 - 1991年10月号）
- 福士昌明（1991年11月号 - 1992年10月号）
- 中島英樹（1992年11月号 - 1995年8月号）
- 山本知香子[35]（1995年9月号 - 2000年10月号）
- 関万葉[35]
- 田中力弥[35]
- 高橋剛
- 大橋麻里奈